# Castine (condado de Hancock)
Castine es un lugar designado por el censo ubicado en el condado de Hancock en el estado estadounidense de Maine. En el Censo de 2010 tenía una población de 1.029 habitantes y una densidad poblacional de 256,65 personas por km².

## Geografía
Castine se encuentra ubicado en las coordenadas 44°23′38″N 68°48′18″O / 44.39389, -68.80500. Según la Oficina del Censo de los Estados Unidos, Castine tiene una superficie total de 4.01 km², de la cual 3.99 km² corresponden a tierra firme y (0.39%) 0.02 km² es agua.

## Demografía
Según el censo de 2010, había 1.029 personas residiendo en Castine. La densidad de población era de 256,65 hab./km². De los 1.029 habitantes, Castine estaba compuesto por el 96.6% blancos, el 0.39% eran afroamericanos, el 0.19% eran amerindios, el 1.07% eran asiáticos, el 0% eran isleños del Pacífico, el 0.49% eran de otras razas y el 1.26% pertenecían a dos o más razas. Del total de la población el 1.46% eran hispanos o latinos de cualquier raza.